# 表木山站

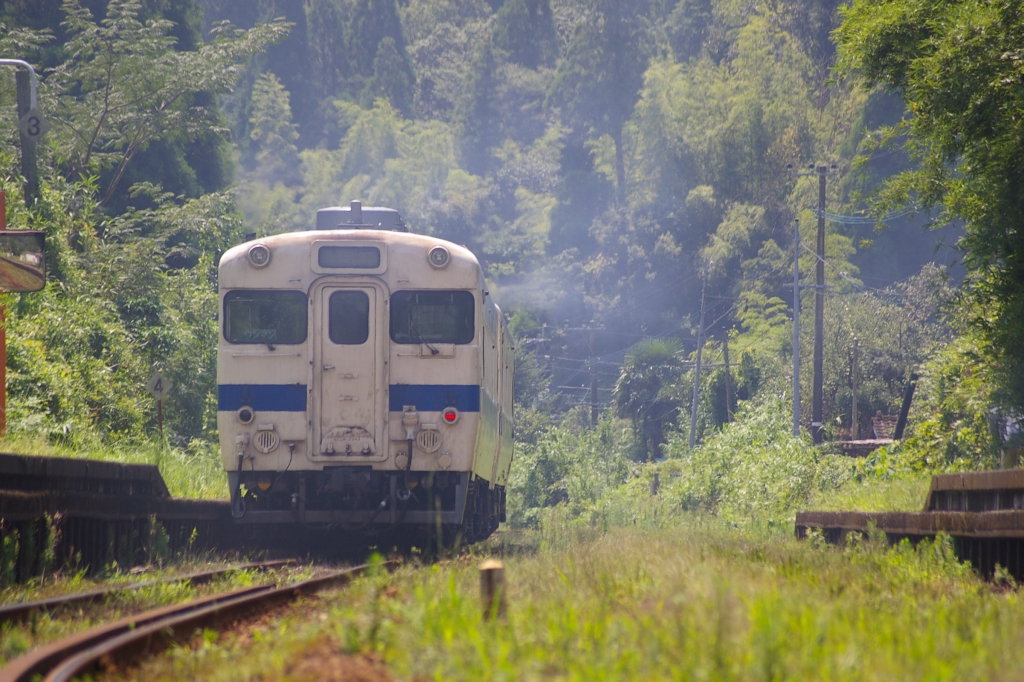
月台（2006年8月26日）

表木山站（日语：／ Hyōkiyama eki */?）是位於鹿兒島縣霧島市隼人町嘉例川，九州旅客鐵道（JR九州）的肥薩線車站。

## 車站構造

### 站房
採用與日豐本線、吉都線等使用人數較少的車站同款的簡易式站房。為減少舊有木製站房保養費用，JR九州於1990年年代初把大量使用量低又無站員配置的無人車站木建站房拆去。整個站房以鋼架建成，中央為開放式通道，可直接前往月台；左、右側均為候車室，設有三張共10座位的塑膠座椅。相比其他同類站房，右側多為儲物室，本站卻是兩側皆用作候車室用。儲物地方改在1號月台內、驗票口旁另外放置一個木櫃。
站房左邊另設有一座單層水泥建成的繼電器室。

### 月台
設有側式月台2個。長度約為130米，月效長度為6輛。月台末端向吉松方向設有橫越路軌的平交道連接兩邊月台。
在1號月台近站房的月台站牌前，有於2016年9月11日豎立了一塊細小的「開設100周年紀念」石碑。而2號月台中央亦設有1座以鐵架、鐵皮及木板所搭成的有蓋候車亭，內設有1張4座位的塑膠座椅。
| 月台 | 路線    | 上下行 | 方向                                         |
| ---- | ------- | ------ | -------------------------------------------- |
| 1    | ■肥薩線 | 上行   | 吉松、經■吉都線及■日豐本線往都城、南宮崎方向 |
| 2    | ■肥薩線 | 下行   | 隼人方向                                     |

## 歷史
- 1916年9月11日：鹿兒島本線表木山信號站（日语：／）啟用[1]。
- 1920年10月11日：升級至車站，表木山站（日语：／）啟用[2][1]。
- 1927年10月17日：因應八代經川內至鹿兒島的川內本線全線開通，原來八代經人吉至鹿兒島的鹿兒島本線改稱為「肥薩線」[3]。[4]。
- 1987年4月1日：國鐵分割民營化，車站由九州旅客鐵道（JR九州）承繼。

## 使用狀況
- 在2016年度，1日平均乘車人次不足1人[5]。自2016年起，由於JR九州只公佈使用人數首300個車站的人數，本站因未達至首300位而未有公佈實質使用人數，又因一直未能達到每日乘車人數超過100人，因此亦未有上名[6]。

| 年度     | 1日平均 乘車人次 | 1日平均 上下車人次 |
| -------- | ---------------- | ------------------ |
| 2000     | 3                |                    |
| 2001     | 3                |                    |
| 2002     | 2                |                    |
| 2003     | 3                |                    |
| 2005     | 1人以下          |                    |
| 2006     | 1人以下          |                    |
| 2007     | 1                | 2                  |
| 2008     | 1人以下          | 1                  |
| 2009     | 1                | 2                  |
| 2010     | 1                | 2                  |
| 2011     | 1                | 3                  |
| 2012     | 1                | 3                  |
| 2013     | 1                | 2                  |
| 2014     | 1                | 3                  |
| 2015     | 0.8              | 2                  |
| 2016     | 0.7              | 2                  |
| 2017以後 | 未有提供         | 未有提供           |

## 相鄰車站
九州旅客鐵道（JR九州）
■肥薩線
中福良－表木山－日當山

## 外部連結
- JR九州表木山站 （页面存档备份，存于）